# Édouard Jean Baptiste Milhaud
‎Édouard Jean-Baptiste (Arpajon-sur-Cère, 10‎‎ de julho de 1766 – Aurillac, 10 de dezembro ‎‎de‎‎ 1833) foi um político francês. Ele é considerado um dos melhores generais da cavalaria do exército de Napoleão.‎

## Guerras revolucionárias francesas
Nascido em ‎‎Arpajon-sur-Cère‎‎ (Cantal) filho de Luís Amilhaud e Marguerite Daudé, Milhaud foi comissionado como oficial em 1789. Durante a Revolução Francesa, Milhaud foi eleito para a Convenção Nacional (que visava dar à França uma nova constituição política) e no ‎‎proces‎‎ de ‎‎Luís XVI‎‎ ele votou pela morte do rei. Ele defendeu ‎‎Jean-Paul Marat‎‎ contra os ataques dos ‎‎Girondinos.‎‎ Em 1793 ele foi enviado como um comissário para os exércitos do Reno e das Ardenas, onde ele se distinguiu em sua gravidade e seu zelo em aplicar princípios ideológicos revolucionários. Enviado para o ‎‎exército dos Pirenéus, ‎‎ele foi bem-sucedido em ajudar ‎‎Dugommier‎‎ a restaurar a ordem. Ele foi chamado de volta no ano seguinte e fez parte do comitê militar.‎